# Maria Magdalena Andrzejkowicz-Buttowt
Maria Magdalena Andrzejkowicz-Buttowt (ur. 22 lipca 1852 w Bałandyczach, zm. w maju 1933 w Porczowie) – polska malarka. W źródłach występuje także jako Magdalena Andrzejkowicz, Andrzeykowicz, Andrzejkowicz-Butowt lub Andrzejkowiczówna. 

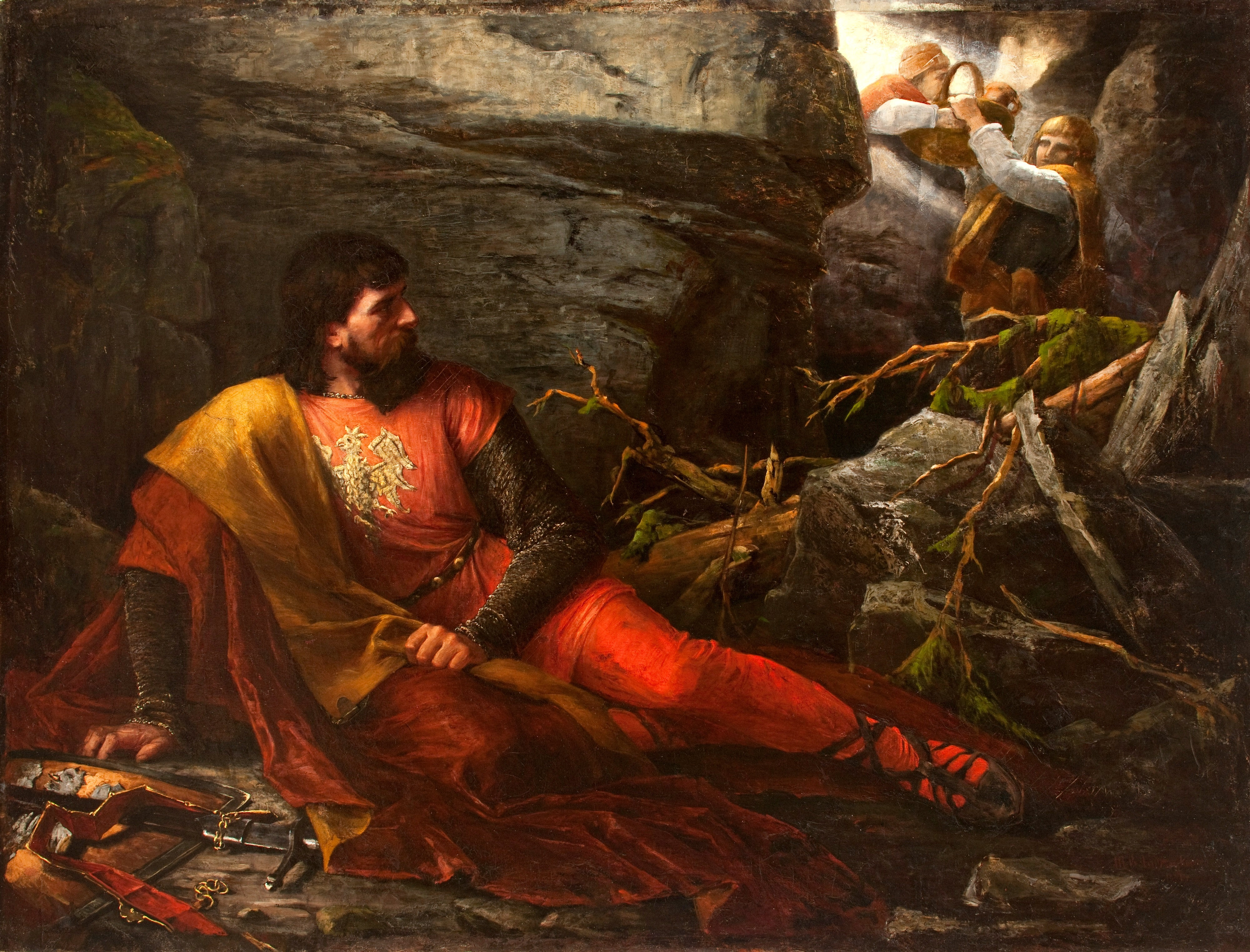
Maria Magdalena Andrzejkowicz-Buttowt, Król Łokietek w grocie Ojcowa, olej na płótnie, 1881, kolekcja Muzeum Narodowego w Krakowie

## Życiorys
Była córką Jarosława Andrzejkowicza, uczestnika powstania styczniowego. Jej matka była najprawdopodobniej Angielką. Jej ojca, z całą rodziną, w ramach represji popowstaniowych zesłano do Rosji (gubernia pezneńska). W 1867 r. rodzina przeniosła się do Rygi, zapewne później powrócili na ziemie polskie. W latach 1872–1874 i 1876–1877 studiowała malarstwo w Monachium oraz u A. Liezen-Mayera. W roku 1875 i w 1876 wyjeżdżała do Włoch. Od 1881 r. mieszkała w Warszawie oraz majątku własnym Hornostajewicze pod Wołkowyskiem. 
Ze względu na postępującą chorobę wzroku artystka musiała zaprzestać kariery malarskiej – w 1907 r. odnotowano, że już nie maluje od dłuższego czasu. Oddała się wtedy działaniom filantropijnym i oświatowym. Zmarła w 1933 roku. 

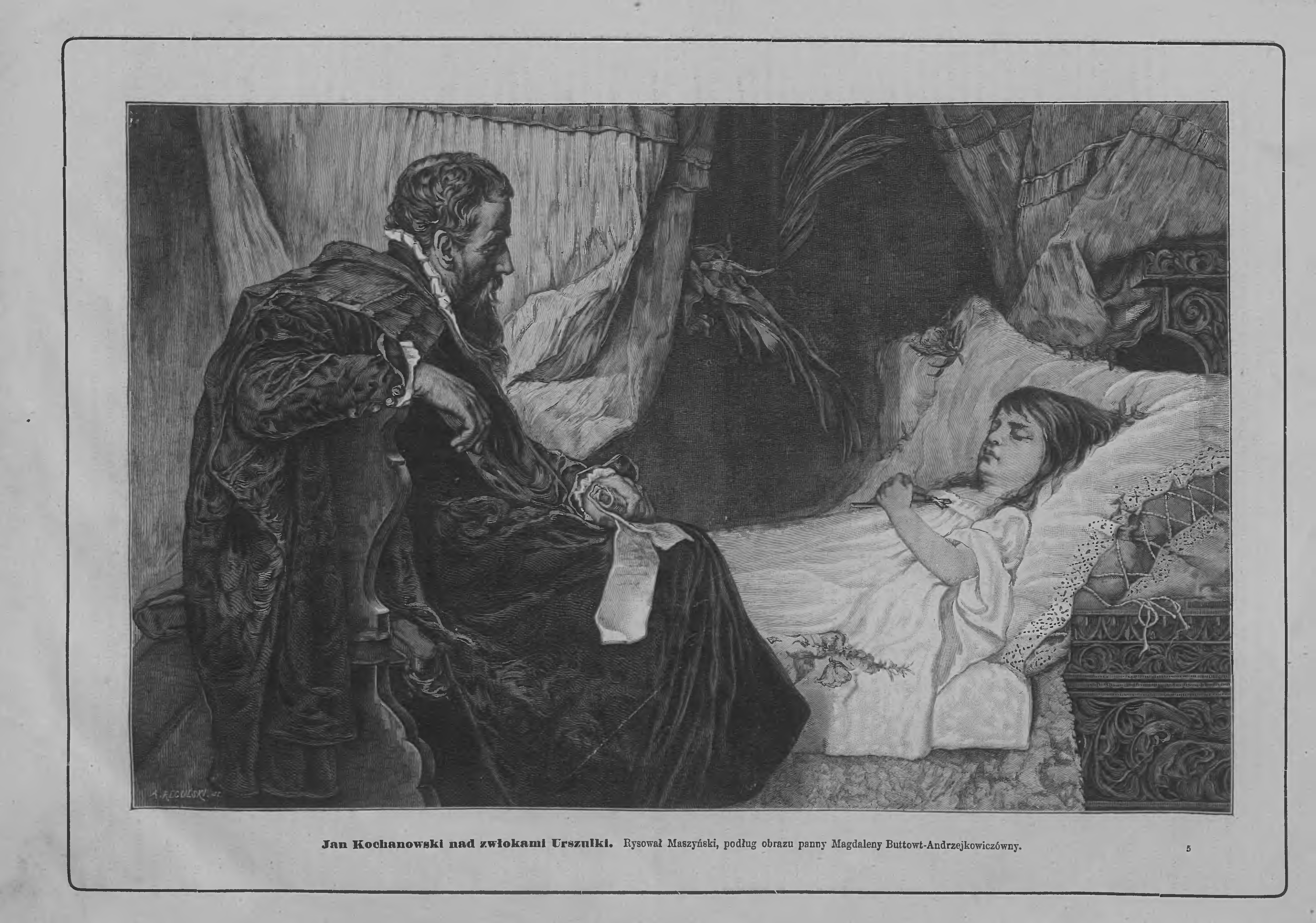
Reprodukcja obrazu Marii Magdaleny Andrzejkowicz-Buttowt, Kochanowski nad zwłokami Urszulki opublikowana w „Tygodniku Illustrowanym”, 1878

## Kariera artystyczna
Czas działalności artystycznej Andrzejkowicz-Buttowt przypada na lata 70. i 80. XIX wieku. Debiut malarski zaliczyła w 1876 roku, w krakowskim Towarzystwie Przyjaciół Sztuk Pięknych, wystawiając obraz pt. Kochanowski nad zwłokami Urszulki. W latach 1873–1880 była członkinią monachijskiego Kunstvereinu, gdzie pokazywała swoje obrazy. W roku 1907 odnotowano, że zgłosiła swój akces do Litewskiego Towarzystwa Artystów Plastyków w Wilnie. 
Andrzejkowicz-Buttowt regularnie pokazywała swoje prace w Polsce – w Towarzystwie Przyjaciół Sztuk Pięknych w Krakowie (lata 1876, 1883, 1884, 1886) oraz Towarzystwie Zachęty Sztuk Pięknych w Warszawie (którego była członkinią) – lata 1877, 1882, 1885, 1888) oraz w Salonie Ungra w 1880, .
W 1881 roku zaczęła prowadzić kursy malarskie dla kobiet w Warszawie. Maria Magdalena Andrzejkowicz-Butowtt jest również uważana za jedną z pierwszych zbieraczek obiektów ludowej sztuki zakopiańskiej. 
Jej obrazy były także reprodukowane w ówczesnej prasie ilustrowanej – np. w „Biesiadzie Literackiej”, „Tygodniku Illustrowanym”, „Kłosach”, co do dzisiaj daje pogląd na temat jej twórczości, pomimo tego, że los większości jej dzieł nie jest znany.

## Charakterystyka twórczości malarskiej
Jej prace były znane w Polsce i spotykały się z zainteresowaniem krytyki. Jak pisał Wojciech Gerson, artystka odznaczała się „wybornym rysunkiem i wielką wytrawnością wykonania”, a także „żywością barw i efektu światłocieniowego”. Tematyka jej prac to sceny historyczne i rodzajowe, przede wszystkim z historii Polski. Lija Skalska-Miecik tak opisywała jej twórczość:
Malarstwo jej ukształtowało się pod wpływem niemieckich pedagogów, zwłaszcza Liezena-Mayera i innych malarzy z kręgu Karla Piloty'ego. Jej sztukę wyróżnia solidne przygotowanie warsztatowe, umiejętne aranżowanie kompozycji, m.in. scen wielofigurowych, bardzo dobry rysunek; w ujęciu postaci, w ich gestach i pozach znać wpływ zabarwionej sentymentalizmem sztuki akademickiej

## Dzieła
Zachowane:
- Kardynał Jan Medici z Pomponiusem Laetusem przy wykopaliskach rzymskich, olej na płótnie, Muzeum Narodowe w Warszawie.
- Władysław Łokietek w grocie Ojcowa, olej na płótnie, Muzeum Narodowe w Krakowie.

Znane z ilustracji w czasopismach lub innych wydawnictw:
- Miłosierdzie królowej Jadwigi, reprodukowane w „Tygodniku Ilustrowanym” w 1884 r.
- Kochanowski nad zwłokami Urszulki, reprodukowane w „Tygodniku Ilustrowanym” w 1878 r.
- Wezwanie na gody, reprodukowany w „Kłosach” w 1886 r.

Znane tylko z tytułów (pokazywanych w Towarzystwie Zachęty Sztuk Pięknych w Warszawie):
- W lesie, 1879 r.
- Chrystus przywracający wzrok ślepemu, 1882 r.
- Portret mężczyzny, 1882 r.
- Portret Wandalina Pusłowskiego, 1882 r.
- Przy wnuku, 1882 r.